# 5 Pułk Piechoty (LP)

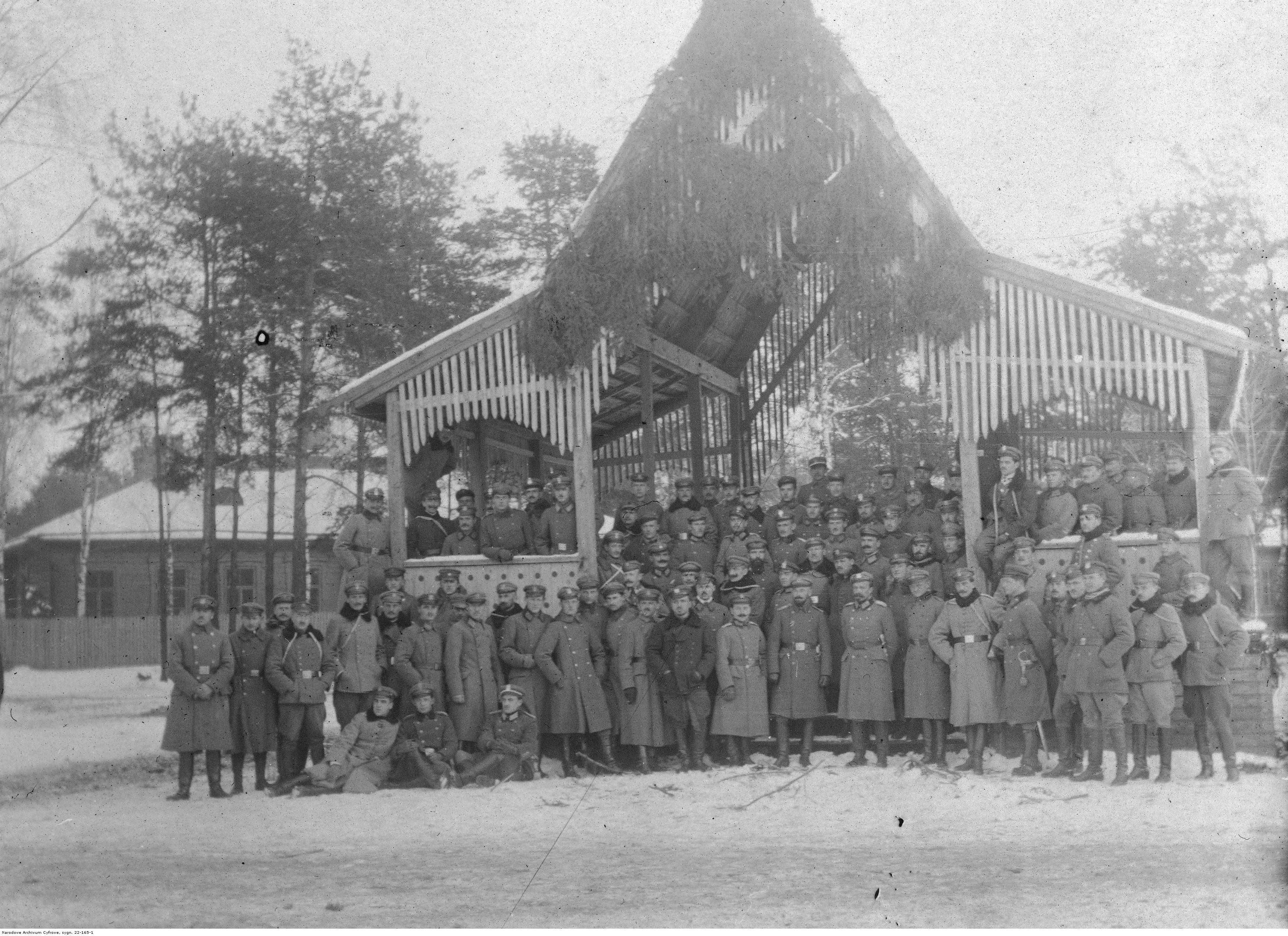
5 pułk piechoty Legionów Polskich w Baranowiczach i Leszniewce

5 Pułk Piechoty (5 pp) – oddział piechoty Legionów Polskich i Polskiego Korpusu Posiłkowego.

## Formowanie
W nocy z 5 na 6 sierpnia 1914 roku, na teren Królestwa Polskiego wkroczyła 1 kompania kadrowa. W kolejnych dniach dołączyły do niej pozostałe oddziały. 18 sierpnia 1914 roku Józef Piłsudski wydał rozkaz w sprawie utworzenia 1 pułku piechoty w składzie pięciu batalionów: I – Żegoty -Januszajtisa, II – Norwida-Neugebauera, III – Śmigłego-Rydza, IV – Wyrwy-Furgalskiego, V – Karaszewicza-Tokarzewskiego.
W grudniu 1914 roku w Nowym Sączu została zorganizowana I Brygada Legionów Polskich w składzie dwóch pułków. Na bazie dotychczasowych II i IV batalionu utworzono 5 pułk. Jako oficjalną datę powstania pułku uznano 18 grudnia 1914 roku. W ramach wewnętrznej numeracji, pułk nosił numer „2” (Zamiast dwóch trzybatalionowych pułków (1 i 5), na jakie oficjalnie dzieliła się brygada, istniały trzy (1, 2 i 3) – każdy po dwa bataliony).

## Walki pułku
20 grudnia 1914 roku pułk z Nowego Sącza pomaszerował pod Tarnów. W dniach 22–25 grudnia walczył z oddziałami rosyjskimi pod Łowczówkiem
2 marca pułk obsadził odcinek nad Nidą w rejonie Sobowice – Pawłowice – Kwasków. Tam do maja toczył walki pozycyjne. 11 maja przeprawił się przez Nidę i ścigał oddziały rosyjskie w kierunku wschodnim. Od 16 do 25 maja walczył w bitwie pod Konarami. W czerwcu, w ramach letniej ofensywy państw centralnych, 5 pp wziął udział w bitwie pod Ożarowem i Tarłowem. Za zasługi w bojach Józef Piłsudski nadał pułkowi przydomek „Zuchowatych”.
Po przekroczeniu Wisły pułk walczył pod Józefowem i Urzędowem. Pod Jastkowem wspierał nowo sformowany 4 pułk pułkownika Roji. W końcu sierpnia pułk walczył pod Raśną i Wysokiem Litewskiem. W pierwszych dniach września przegrupował się na Wołyń na linię Stochodu i Styru i do grudnia prowadził ciężkie walki w rejonie Kołki – Koszyszcze – Stowygoroże.
W końcu kwietnia 1916 roku, wspólnie z innymi oddziałami 1 Brygady Legionów obsadził rejon na północ od „Polskiej Góry” pod wsią Kostiuchnówka. Gdy trwała Ofensywa Brusiłowa, rankiem 4 lipca nastąpił ostrzał artyleryjski i natarcie piechoty rosyjskiej na polskie pozycje i rozpoczęła się Bitwa pod Kostiuchnówką. Na prawym skrzydle była 128. Brygada Honwedów, a na lewym skrzydle 11. Dywizja Kawalerii, jednak już w pierwszym dniu, Węgrzy opuścili okopy. Jednak przeciwnatarcie 5. pułku piechoty doprowadziło do odzyskania pozycji. 5 lipca o godzinie 2.30 nad ranem. 3. pp odbił Rosjanom i utrzymał Polską Górę. W najtrudniejszej sytuacji znalazł się I/ 5 pp. Batalion musiał walczyć w okrążeniu. Pomimo odparcia w dniu 6 lipca szarży 11 rosyjskich szwadronów 16. Dywizji Kawalerii, w wyniku przewagi ilościowej Rosjan, oddziały 5 pp. o godzinie 15.00 otrzymały rozkaz wycofania się na linię Stochodu. Mimo wycofania się armii austro-węgierskiej, za sprawą długiego oporu polskich Legionów odniesiono ważny sukces strategiczny, zapobiegając przełamaniu frontu mogącemu spowodować całkowitą dezorganizację frontu na tym odcinku.

W wydanym po bitwie rozkazie z 11 lipca Piłsudski napisał:
...najcięższe działanie bojowe spadło tym razem na pułk 2 mojej brygady, pułk „zuchowatych” Berbeckiego. Pułk stracił swego dowódcę ciężko rannego, obu komendantów batalionów zabitych, więcej niż połowa oficerów i prawie połowa żołnierzy spłaciła krwią serdeczną dług Ojczyźnie i sławie wojska – i pomimo to, pułk zmniejszony w składzie wyszedł wyczerpany fizycznie, nie moralnie. Boje pułku Berbeckiego [...] zaliczonymi być muszą do najsławniejszych, jakie Brygada przeżyła.  [...] Dziękuję oficerom  i żołnierzom pułku Berbeckiego [...]  za dzielną pracę i bohaterstwo w tych walkach.

Spod Kostiuchnówki, pułk został wycofany nad Stochód. Tu do października prowadził jeszcze szereg walk – pod Dubniakami, Rudką Mizyńską i Sitowiczami. W połowie października został przewieziony do Baranowicz. Zaś w końcu listopada został przetransportowany do Pułtuska, gdzie miał stanowić podstawę do tworzenia przyszłych sił zbrojnych przy boku Niemców. Tu wszedł w podporządkowanie dowódcy III Brygady Legionów płk. Szeptyckiego.
W okresie istnienia pułku w walkach zginęło 32 oficerów i 304 szeregowych, rannych zostało 1176 oficerów oraz szeregowych.
Pod koniec 1916 kapelanem pułku został mianowany ks. Henryk Ciepichałł.

## Pułk w 1917 roku
Według raportu porannego z 25 czerwca 1917 roku stan zaprowiantowanych liczył 83 oficerów i 1629 szeregowych, w tym 72 urlopowanych oraz 189 koni.
W czasie kryzysu przysięgowego żołnierze pułku pochodzących z Królestwa Polskiego odmówili złożenia przysięgi na wierność Cesarzowi Niemieckiemu. 16 lipca 1917 roku 502. legionistów, którzy odmówili złożenia przysięgi zostało odesłanych do obozu internowania w Szczypiornie (115 z I baonu, 191 z II baonu i 196 z III baonu). 29 lipca do obozu internowania odesłanych zostało kolejnych 20 legionistów, którzy odmówili złożenia przesięgi (odpowiednio z poszczególnych batalionów 8+8+4). Część legionistów będących obywatelami Austro-Węgier, w geście solidarności, odmówiła pełnienia służby w Polskim Korpusie Posiłkowym i została wcielona do cesarskiej i królewskiej armii. Dla obu tych grup „Zuchowatych” dzień 17 lipca 1917 roku jest ostatnim dniem istnienia pułku. W tym dniu pułk został rozwiązany. Proces rozformowywania trwał jeszcze kilka tygodni.
23 lipca 1917 roku stan ewidencyjny pułku wynosił 48 oficerów i 931 szeregowców, w tym 47 oficerów i 872 szeregowców – poddanych austro-węgierskich oraz 59 szeregowców – „królewiaków”, którzy odmówili złożenia przysięgi. Podporucznik Stefan Rowecki, jako poddany Królestwa Polskiego złożył przysięgę 24 lipca 1917 roku. 2 sierpnia 1917 roku w Więzieniu Fortecznym Wojsk Polskich przy ulicy Dzikiej i Gęsiej w Warszawie komendant Żandarmerii Polowej porucznik Norbert Okołowicz odebrał przysięgę od 7 aresztowanych obywateli Królestwa Polskiego – żołnierzy 5 pp. 13 sierpnia 1917 roku ze służby w Polskim Korpusie Posiłkowym zostało zwolnionych 14 oficerów pułku na czele z kapitanami: Józefem Wilczyńskim i Alojzym Konasem oraz porucznikiem Stanisławem Skwarczyńskim.
27 i 28 sierpnia 1917 roku pułk został przetransportowany koleją z Zegrza do Galicji. 27 sierpnia o godz. 6.10 odjechał transport nr 93609, w którym znajdowało się 26 oficerów, 417 szeregowców, 100 koni i 35 wozów. Następnego dnia o godz. 9.30 odjechał transport nr 93610 z II rzutem pułku. Oba transporty pobierały prowiant 28 sierpnia na stacji w Koluszkach. Po przybyciu transportów pułk został rozlokowany w Siedliskach. 16 września 1917 roku Komenda Oddziału Uzupełniającego otrzymała polecenie skierowania do Siedlisk 60 żołnierzy pod dowództwem oficera celem odbioru „materiału skarbowego po 5 pułku piechoty”. Tego samego dnia dowódca Polskiego Korpusu Posiłkowego, pułkownik Zygmunt Zieliński „uwolnił ze służby Polskim Korpusie Posiłkowym” 39 oficerów na czele z kapitanem Michałem Tokarzewskim, którzy wyrazili chęć wstąpienia do c. i k. armii.
Od 18 do 25 września 1917 roku, w czterech transportach, wyjechało łącznie 27 oficerów i 830 żołnierzy pułku, którzy zrezygnowali ze służby w PKP i wyrazili chęć służby w c. i k. armii:
- 18 września, transportem nr 35148 wyjechało 5 oficerów i 219 żołnierzy z I baonu, z przeznaczeniem dla 1 i 2 Armii,
- 19 września, transportem nr 58027 wyjechało 3 oficerów i 95 żołnierzy z 5 i 6 kompanii, z przeznaczeniem dla 4 Armii,
- 22 września, transportem nr 33163 wyjechało 4 oficerów i 134 żołnierzy z 7 i 8 kompanii oraz kompanii karabinów maszynowych, z przeznaczeniem dla 10 Armii,
- 25 września, transportem nr 31887 wyjechało 15 oficerów i 382 żołnierzy III baonu, z przeznaczeniem dla 11 Armii.

Transport nr 33163 wyjechał ze stacji kolejowej Przemyśl. Pozostałe transporty odjechały ze stacji Bakończyce. Pododdziały pułku do stacji załadowczych udawały się marszem. W czasie marszu przez miejscowości obowiązywał zakaz śpiewu.

## Sztandar pułku
Prawa strona wykonana była z czerwonego jedwabiu. W środku znajdował się w wieńcu laurowym herb dwupolowy Rzeczypospolitej pod koroną. U góry widniał napis „WOJSKO POLSKIE” na dole „PUŁK 5-TY PIECHOTY”. Na lewej stronie, na białym tle znajdował się herb dwupolowy Rzeczypospolitej, a na dole data „1914-1916”.

## Żołnierze pułku
Dowódcy pułku
- kpt. Leon Berbecki (18 XII 1914 – 5 VII 1916)[4][3]
- mjr Stanisław Burhardt-Bukacki (6 VII – 25 IX 1916)[4][3]
- ppłk Leon Berbecki (26 IX – XI 1916)[4][3]
- mjr Mieczysław Ryś-Trojanowski (XI 1916 – I 1917)[4][3]
- mjr Stanisław Burhardt-Bukacki (I – 17 VII 1917)[4][3]
- mjr Józef Zając (od 1 VIII 1917[20])

Oficerowie pułku
- ppor. Alfred Greffner
- ppor. Józef Ignacy Wiśniewski
- Stanisław Dworzański
- Władysław Grzybowski
- chor. Adolf Panczakiewicz
- chor. san. Karol Piro
- chor. Stefan Zieliński

Legioniści
- Czesław Bomba
- st. sierż. Henryk König
- Stanisław Flank
- Kazimierz Rogoziewicz
- Henryk Wąsala
- Jan Franciszek Dotzauer (29.VIII.1914 - VII 1917)[21]

### Kawalerowie Virtuti Militari
Żołnierze byłego 5 pułku piechoty Legionów Polskich, którym Naczelnik Państwa i Naczelny Wódz nadał dekretem z 17 maja 1922 Krzyż Srebrny Orderu Wojskowego Virtuti Militari:

1. śp. kpt. Konstanty Aleksandrowicz ps. „Kostek” nr 6459
2. śp. kpr. Bolesław Binder ps. „Tkacz” nr 6518
3. śp. ppor. Józef Blauer ps. „Kratowicz” nr 6460
4. śp. ppor. Jan Antoni Błaszkiewicz nr 6461
5. szer. Aleksander Brzosko nr 6534
6. śp. sierż. szt. Arkadiusz Goldenberg ps. „Mirosław Burski” nr 6495
7. por. Tadeusz Bandrowski nr 6541
8. kpr. Michał Ludwik Baran ps. „Kruk” nr 6547
9. szer. Władysław Bartoszczyk nr 6543
10. kpt. Tadeusz Beres nr 6544
11. kpt. Leon Bianchi nr 6545
12. por. Józef Boruch nr 6548
13. mjr SG Juliusz Borecki-Borek ps. „Hersztal” nr 6542
14. por. Stefan Boryczko nr 5929
15. por. Franciszek Buliński nr 6546
16. śp. sierż. szt. Aleksander Charzewski nr 6496
17. śp. ppor. Stanisław Charzewski nr 6462
18. śp. ppor. Stefan Chmura nr 6468
19. śp. kpr. Józef Czapliński nr 6519
20. śp. ppor. Feliks Czech nr 6464
21. kpt. Jan Chromy nr 6549
22. por. Jan Cygankiewicz nr 6550
23. kpt. Stanisław Czuryłło-Poręba nr 6551
24. śp. plut. Jan Kazimierz Dadak nr 6514
25. śp. ppor. Stanisław Długosz ps. „Tetera" nr 6466
26. śp. plut. Józef Doliński nr 6515
27. por. Stefan Dyrba nr 6556
28. śp. ppor. Maurycy Frączek nr 6467
29. kpr. Ignacy Gernand ps. „Jan Gornand” nr 6564[23]
30. śp. ppor. Bronisław Herman ps. „Wicher” nr 6473
31. kpt. Bolesław Jakubiak ps. „Jurek” nr 6579
32. śp. ppor.

{{Układ wielokolumnowy}} Nieznane pola: 2.